# 余市警察署
余市警察署（よいちけいさつしょ）は、北海道警察本部が管轄する札幌方面の警察署の一つである。

## 所在地
- 北海道余市郡余市町朝日町27

## 管轄区域
- 余市郡　余市町、仁木町、赤井川村
- 古平郡　古平町
- 積丹郡　積丹町

## 沿革
- 1881年2月　小樽警察署余市分署。
- 1921年10月　余市警察署となって独立し、古平分署(大正15年、古平警察署に改称)を管轄した。
- 1948年3月　余市地区警察署、余市警察署、古平警察署の3警察署に分離発足。
- 1954年7月　3署が統合され、札幌方面余市警察署となり現在に至っている。

## 組織
- 署長(警視)
- 副署長（警視）
- 警務課（警務係、犯罪被害者支援係、相談係、管理係）
- 会計係
- 刑事・生活安全課（生活安全係、刑事係）
- 地域課（地域係）
- 交通課（交通係）
- 警備係

## 交番・駐在所
括弧内は所在地を表す。

### 余市町
- 駅前交番（余市郡余市町黒川町5丁目43-8）
- 沢町駐在所（余市郡余市町沢町2丁目48）

### 積丹町
- 美国駐在所（積丹郡積丹町大字美国町字船澗47）
- 入舸駐在所（積丹郡積丹町大字入舸52）
- 余別駐在所（積丹郡積丹町大字余別70）

### 仁木町
- 仁木駐在所（余市郡仁木町北町6丁目25）
- 銀山駐在所（余市郡仁木町銀山2丁目521）

### 古平町
- 古平駐在所（古平郡古平町大字浜町40）
- 丸山駐在所（古平郡古平町大字新地282）

### 赤井川村
- 赤井川駐在所（余市郡赤井川村字赤井川84）